# Черникін Євген Михайлович
Євге́н Миха́йлович Черни́кін (рос. Евгений Михайлович Черникин; 20 липня 1928, Олександрівка, сучасна Луганська область — 17 серпня 2009, Давша, Північно-Байкальський район, Бурятія) — український та російський біолог, мисливствознавець, соболезнавець, фотограф-анімаліст. 1995 — заслужений працівник охорони природи Бурятії, нагороджений почесним знаком Міністерства природних ресурсів РФ «За заслуги у заповідній справі».

## Життєпис
Народився в родині колишніх єлецьких купців. Небавом переїздять Таганрога, звідти до до П'ятигорська, вчився в одному класі з майбутнім журналістом Генріхом Боровиком. 1936 року трагічно загинув батько, Євген змушено починає рано працювати.
1949 році на другому курсі — в складі експедиції у дельті Амудар'ї — досліджували ондатрові угіддя. Був в експедиціях у Архангельській області — Кондо-Сосвинський заповідник. 1953 року закінчив Московський пушно-хутряний інститут.
Працював в звірогосподарствах у Краснодарі, Мари, Небіт-Дазі (протичумне відділення), Дашогузі, Нікольському (острів Беринга), в Кроноцькому заповіднику, з 1964 року — у Баргузинському заповіднику.
Дослідженням соболів зайнявся 1959 року, 1974 захистив дисертацію, кандидат сільськогосподарських наук.
Значимим є його внесок в збереження популяції баргузинського соболя.
Напрацював оригінальну методику відлову тварин та особистісного позначення соболів, його праці стали основою для організації багаторічного дослідження популяції.
Загалом написав більше 80 праць в цьому напрямку.

## Сім'я та діти
- Перша дружина — Марія Олексіївна Степанова (1930—2001).
  - Дочка — Ольга (нар. 1954).
    - Онук — Олександр Володимирович Соломін (нар. 1980), генеалог, етнолог і краєзнавець.
- Друга дружина — Людмила Дмитрівна Ременюк (нар. 1936).
  - Дочка — Олександра (нар. 1971).
    - Онука — Євгенія.
    - Онука — Алексіс.